# Милан Миловук
Милан Миловук (Пешта, 7. фебруар 1825 — Београд, 12. март 1883) био је српски правник и економиста, хоровођа и композитор, педагог, професор и директор неколико београдских школа, стручни писац и издавач, академик. Оријентишући се према европским узорима и изворима, Миловук је покренуо неколико просветних и културних институција и активности које су допринеле развоју Кнежевине Србије ка модерном друштву и које делимично делују до у данашње доба.

## Биографија
Милан Миловук је рођен 7. фебруарa 1825. године у Пешти, од оца Јосифа, трговца, књижара и једног од оснивача Матице српске, и мајке Макрене (или Макарене) из пештанске трговачке породице Бозитовац (или Божитовац). Имао је брата и сестру. Школовао се и студирао права и еконoмију у Пешти. Затим је радио и живео у Угарској, Влашкој и од 1852. године у Београду.
Оженио се 1865. године Катарином Ђорђевић, педагогом, директорком Више женске школе и борцем за женска права, са којом је делио наклоност према музици и списатељству и организовао салонски културни живот у Београду. Нису имали деце.
Умро је 12. марта 1883. год. и сахрањен је на старом Ташмајданском гробљу у близини данашње цркве Светог Марка у Београду.
По њему је названа улица у сеоском насељу Рипањ које припада граду Београду.

### Економиста и наставник економије
По завршеном факултету запослио се као економ, тј. управник, на имањима славонског велепоседника Ивана Адамовића Чепинског II. и потом Капетан Мише Анастасијевића у Влашкој. Посредством потоњег прешао је у Кнежевину Србију.
Од 1855. је био наставник у топчидерској пољопривредној („земљоделској”) школи до њеног затварања 1859. год. Након тога је постао професор, па директор Трговачкe школe у Београду, одн., после њеног претварања у Реалну гимназију 1865. године, директор Реалке, што је остао до своје смрти 1883.
Објавио је низ средњошколских уџбеника како из економске теорије и књиговодства тако и из практичних предмета као што су стенографија и трговачка кореспонденција. Основао је и уређивао стручне листове: Трговачке новине, које је 1861-1862. издавао банкар Јован Кумануди и које су требале да се баве економијом и културом али су брзо постале први редовни опозициони лист у Србији, и 1869. год. Тежак, гласник Српског пољопривредног друштва којем је Миловук био суоснивач.
Сматра се заступником модерне, либералне струје који је допринео развоју политичке економије у Србији тога времена.

### Музичар и музички педагог
Поред економске струке, Миловукова наклоност је целог живота припадала музици. Музичко образовање је стекао од ране младости у Пешти, певајући од 1838. у тамошњем српском хору и положивши испит на конзерваторијуму 1844.
Брачни пар Миловук приређивао је у свом дому музичке забаве и приредбе. Тако је 1853. године, за трпезом у његовој кући, девет грађана основало Београдско певачко друштво, а наиме, поред Миловука: диригенти и композитори, зачетници грађанске музике у Србији односно Црној Гори Јосиф Шлезингер и Антон Шулц, професори Лицеја и каснији министри просвете Коста Цукић и Димитрије Нешић, архитекте Емилијан Јосимовић и Аугуст Церман, те чиновник Ђорђе Станишић и часовничар Карло Келиш. Миловук је био први диригент тог првобитно мушког хора, и водио га је у неколико махова током педесетих и шездесетих година XIX века.
Сврха Београдског певачког друштва је била двострука: „забавa, међусобно уживање и обучавање у музици”. Хор се под Миловуком усавршавао изводећи иностране, средњo- и западноевропске композиције; тек су његови наследници, почев од Корнелија Станковића и Даворина Јенка на основу народних песама створили националну српску хорску литературу са којом се хор касније прославио.
Миловук је био посебно посвећен педагошкој сврси друштва: музичком школовању, које је у то време у Србији тек било у зачетку. При певачком друштву Миловук је 1853. год. основао приватну „Приуготовну школу свирања”, где је и сам предавао виолину, виолончело и музичку теорију, а његови су ђаци представљали прве професионалне оркестарске музичаре школоване у Србији. Предавао је музику и на Вишој женској школи. За Министарство просвете је 1863. год. са Корнелијем Станковићем разрадио правила за прву државну „Правитељствену школу певања”, а касније програм за наставу музике у средњим школама. Саставио је, делимично прерадивши немачке изворе, прве модерне музичке приручнике и уџбенике на српском језику.
Миловук је и сам компоновао комаде за клавир и хор.

### Издавач и уредник
Пореклом из издавачке породице, Миловук се и сам бавио издаваштвом и уредништвом, са слабим економским успехом али знантим иноваторским учинком. Кроз публикације којима је Миловук аутор или издавач видљив је његов интерес за савремене графичко-штампарске технике.
Међу његовим издањима истичу се као најиновативније Београдске илустроване новине које су излазиле два пута месечно током 1866. године. По узору на прве европске илустроване недељнике попут Илустрејтед Лондон Њуз (енгл. The Illustrated London News, 1843-2003), Београдске илустроване новине су покривале пун спектар информација и забаве који до данас карактеризује илустровану штампу. Исто као и Трговачке новине, Београдске илустроване новине су биле политички либерално усмерене.

### Академик
Од 1862. године је редовни члан Друштва српске словесности, а од 1864. Српског ученог друштва, у коме је 1870–1871. служио као секретар Одсека уметничког.
Од 1868. је био члан Српског пољопривредног друштва, и од 1880. до краја живота редовни члан Главног просветног савета.
Истовремено, Миловуку су савременици пребaцивали да је његово занимање најразличитијим струкама и вештинама (укључујући чак и кореографију и сликарство) у ствари површно и аматерско. Ђура Јакшић му је посветио подругљив епиграм „Штилистика” а Милован Глишић хумореску „Модерна стилистика”, у којој алудира на Миловука док га пародира:
„Таузендкинстлер то је, кад човек зна: дрворез, јуриспруденцију, стенографију, калиграфију, остеографију, топографију, космографију и све друге науке, које се свршавају на ију или фију; па онда: педагогику, музику, стилистику, журналистику, каламбуристику – једном речи све, ама све, и од свега ништа.”
Таква је критика, слично као и смена у управи и музичком програму Београдског певачког друштва, можда симптоматична за одређени генерацијски сукоб између старијих, образованих и грађански васпитаних људи из аустроугарске монархије, који су ударили темеље европеизације младе кнежевине, и млађих, који су се, већ одрасли у донекле европском окружењу, почели еманциповати и окретати народској оријентацији.

## Дела

### Монографије
- „Начела науке о трговини“, Београд, 1861
- „Србска стенографија“ Архивирано на веб-сајту  (24. новембар 2020), Београд, 1866
- „Теорички основи музике“, Београд, 1866
- „Наука о музици“ Архивирано на веб-сајту  (28. септембар 2020), Београд 1867, према Јохану Кристијану Лобеу: Катехизам музике, Лајпциг, 1851
- „Кратка стилистика и кореспонденција или начин како се праве разни писмени састави“, Београд, 1871[18]
- „Трговачко књиговођење“, Београд, 1871
- „Школа нотног певања“, Београд, 1871
- „Школа за виолину“, у рукопису

### Периодика
- Трговачке новине, уредник 1861—1863
- Београдске илустроване новине[мртва веза], издавач и уредник 1866
- Илустровани свет, књига 1, издавач и уредник 1867
- Илустровани календар, издавач и уредник 1867
- Тежак, уредник 1869

### Музика
- „Наталија - кнегиња Србије“, кадрил за клавир, 1874
- „На брегу савском“ Архивирано на веб-сајту  (26. мај 2020), полка за клавир, 1874
- „Тог волим“, за мушки хор, у рукопису
- „Суд народа“, за мушки хор, у рукопису
- „«Делиграду», пароброду“, за мушки хор, у рукопису
- „Боже, кој Србију“, за мушки хор, у рукопису
- „Богу, књазу и народу“, за мушки хор, у рукопису
- „Успомена на Ниш“, валцер за клавир, у рукопису